# Fußball-Club Gelsenkirchen-Schalke 04 1973-1974
Questa voce raccoglie le informazioni riguardanti il Fußball-Club Gelsenkirchen-Schalke 04 nelle competizioni ufficiali della stagione 1973-1974.

## Stagione
Nella stagione 1973-1974 il Schalke, allenato da Ivan Horvat, concluse il campionato di Bundesliga al 7º posto. In Coppa di Germania il Schalke fu eliminato al primo turno dal Wattenscheid 09.

## Rosa
| N. |                     | Ruolo | Calciatore          |
| -- | ------------------- | ----- | ------------------- |
|    | Germania (bandiera) | P     | Peter Endrulat      |
|    | Germania (bandiera) | P     | Norbert Nigbur      |
|    | Germania (bandiera) | P     | Helmut Pabst        |
|    | Germania (bandiera) | D     | Peter Bone          |
|    | Germania (bandiera) | D     | Hans-Günter Bruns   |
|    | Germania (bandiera) | D     | Klaus Fichtel       |
|    | Germania (bandiera) | D     | Hartmut Huhse       |
|    | Germania (bandiera) | D     | Jürgen Klein        |
|    | Germania (bandiera) | D     | Helmut Kremers      |
|    | Germania (bandiera) | D     | Rolf Rüssmann       |
|    | Germania (bandiera) | D     | Jürgen Sobieray     |
|    | Germania (bandiera) | D     | Bernd Thiele        |
|    | Germania (bandiera) | D     | Ulrich van den Berg |

| N. |                     | Ruolo | Calciatore           |
| -- | ------------------- | ----- | -------------------- |
|    | Germania (bandiera) | C     | Klaus Beverungen     |
|    | Germania (bandiera) | C     | Rainer Budde         |
|    | Germania (bandiera) | C     | Manfred Dubski       |
|    | Germania (bandiera) | C     | Paul Holz            |
|    | Germania (bandiera) | C     | Franz Krauthausen    |
|    | Germania (bandiera) | C     | Herbert Lütkebohmert |
|    | Germania (bandiera) | C     | Klaus Scheer         |
|    | Germania (bandiera) | A     | Rüdiger Abramczik    |
|    | Germania (bandiera) | A     | Peter Ehmke          |
|    | Germania (bandiera) | A     | Klaus Fischer        |
|    | Germania (bandiera) | A     | Erwin Kremers        |
|    | Germania (bandiera) | A     | Stan Libuda          |

## Organigramma societario
Area tecnica
- Allenatore: Ivan Horvat
- Allenatore in seconda: Uli Maslo
- Preparatore dei portieri:
- Preparatori atletici:

## Calciomercato

### Sessione estiva
| Acquisti | Acquisti          | Acquisti              | Acquisti |
| R.       | Nome              | da                    | Modalità |
| -------- | ----------------- | --------------------- | -------- |
| A        | Rüdiger Abramczik | Schalke 04 (juniores) |          |
| D        | Hans-Günter Bruns | Schalke 04 (juniores) |          |
| P        | Peter Endrulat    | VfB Weidenau          |          |
| C        | Franz Krauthausen | Bayern Monaco         |          |
| A        | Stan Libuda       | Strasburgo            |          |
| D        | Bernd Thiele      | Schalke 04 (juniores) |          |

| Cessioni | Cessioni        | Cessioni         | Cessioni |
| R.       | Nome            | a                | Modalità |
| -------- | --------------- | ---------------- | -------- |
| A        | Nico Braun      | Metz             |          |
| C        | Norbert Heßling | Viktoria Colonia |          |
| A        | Roland Kosien   | Westfalia Herne  |          |
| D        | Rolf Rüssmann   | Club Bruges      |          |

### Sessione invernale
| Acquisti | Acquisti | Acquisti | Acquisti |
| R.       | Nome     | da       | Modalità |
| -------- | -------- | -------- | -------- |

| Cessioni | Cessioni | Cessioni | Cessioni |
| R.       | Nome     | a        | Modalità |
| -------- | -------- | -------- | -------- |

## Risultati

### Bundesliga

#### Girone di andata
| Arbitro: | Kollmann |

|                        |           |  |
| Ohlicher 25’, 37’, 62’ | Marcatori |  |

| Arbitro: | Tschenscher |

|                                    |           |            |
| Kremers 9’ Holz 34’ Beverungen 69’ | Marcatori | 37’ Versen |

| Arbitro: | Berner |

|                                                    |           |                        |
| Memering 38’ Hönig 57’ Hidien 70’ Volkert 74’, 76’ | Marcatori | 48’ Kremers 82’ Scheer |

| Arbitro: | Redelfs |

|  |           |                       |
|  | Marcatori | 52’ Ritschel 69’ Held |

| Arbitro: | Riegg |

|                                                       |           |  |
| Köppel 14’, 35’ Rupp 37’ Heynckes 40’, 49’ Danner 60’ | Marcatori |  |

| Arbitro: | Lutz |

|                                                           |           |                                                 |
| Budde 11’, 13’ Kremers 18’ Kremers 41’ (rig.), 45’ (rig.) | Marcatori | 38’, 43’ (rig.), 51’, 68’ Müller 64’ Dürnberger |

| Arbitro: | Linn |

|                         |           |                |
| Oleknavicius 55’ (rig.) | Marcatori | 75’ Beverungen |

| Arbitro: | Kindervater |

|                                    |           |                 |
| Kremers 28’, 84’ (rig.) Scheer 56’ | Marcatori | 26’ (rig.) Bast |

| Arbitro: | Basedow |

|                |           |  |
| Hermandung 72’ | Marcatori |  |

| Arbitro: | Frickel |

|                                   |           |                      |
| Fischer 38’, 57’, 88’ Kremers 70’ | Marcatori | 80’ Jung 82’ Pröpper |

| Arbitro: | Aldinger |

|                                                  |           |                     |
| Ehmke 28’, 34’ Kremers 39’ (rig.) Beverungen 41’ | Marcatori | 21’ Schulz 81’ Seel |

| Arbitro: | Betz |

|                       |           |             |
| Røntved 56’ Görts 63’ | Marcatori | 40’ Fischer |

| Arbitro: | Gabor |

|                               |           |             |
| Sobieray 20’ Fischer 51’, 81’ | Marcatori | 43’ Reimann |

| Arbitro: | Biwersi |

|                     |           |             |
| Hölzenbein 54’, 88’ | Marcatori | 68’ Kremers |

| Arbitro: | Hillebrand |

|                       |           |                    |
| Fischer 29’ Ehmke 59’ | Marcatori | 33’ Weber 52’ Löhr |

| Arbitro: | Eschweiler |

|                           |           |  |
| Lehmann 67’ Schneider 77’ | Marcatori |  |

| Arbitro: | Picker |

|                                      |           |                                  |
| Fischer 13’ Sobieray 38’ Kremers 79’ | Marcatori | 55’, 86’ Toppmöller 58’ Sandberg |

#### Girone di ritorno
| Arbitro: | Quindeau |

|                              |           |                                        |
| Fischer 45’ van den Berg 61’ | Marcatori | 3’, 87’ Ohlicher 33’ (rig.) Brenninger |

| Arbitro: | Betz |

|                |           |                                                           |
| Majgl 81’, 88’ | Marcatori | 4’ Abramczik 17’, 50’ (rig.) Fischer 38’ Holz 78’ Kremers |

| Arbitro: | Tschenscher |

|                                        |           |            |
| Fischer 2’ Kremers 4’ van den Berg 37’ | Marcatori | 9’ Volkert |

| Arbitro: | Engel |

|          |           |                           |
| Held 78’ | Marcatori | 38’ Abramczik 49’ Fischer |

| Arbitro: | Biwersi |

|                        |           |  |
| Scheer 45’ Fichtel 79’ | Marcatori |  |

| Arbitro: | Ohmsen |

|                                          |           |             |
| Hoeneß 31’ Müller 34’, 77’, 88’ Roth 81’ | Marcatori | 90’ Kremers |

| Arbitro: | Messmer |

|                                                                  |           |              |
| Fischer 13’, 38’, 73’ (rig.) Scheer 51’ Kremers 85’ Rüssmann 89’ | Marcatori | 62’ Wesseler |

| Arbitro: | Eschweiler |

|                      |           |                                                      |
| Lorant 68’ Gecks 88’ | Marcatori | 21’ Fischer 45’ Rüssmann 51’ Kremers 72’, 90’ Scheer |

| Arbitro: | Redelfs |

|                                      |           |  |
| Fischer 27’ Kremers 29’ Rüssmann 41’ | Marcatori |  |

| Arbitro: | Klauser |

|               |           |            |
| Neuberger 90’ | Marcatori | 9’ Fischer |

| Arbitro: | Riegg |

|  |           |             |
|  | Marcatori | 45’ Fischer |

| Arbitro: | Schmoock |

|                                                |           |                      |
| Kremers 8’ (rig.), 44’ Kremers 47’ Fischer 90’ | Marcatori | 5’ Røntved 75’ Weist |

| Arbitro: | Aldinger |

|  |           |            |
|  | Marcatori | 40’ Scheer |

| Arbitro: | Ohmsen |

|                                      |           |                |
| Scheer 8’ Abramczik 87’ Sobieray 90’ | Marcatori | 74’ Hölzenbein |

| Arbitro: | Grether |

|                          |           |             |
| Müller 5’ Flohe 33’, 63’ | Marcatori | 37’ Kremers |

| Arbitro: | Bonacker |

|  |           |             |
|  | Marcatori | 76’ Seliger |

| Arbitro: | Klauser |

|                                             |           |  |
| Toppmöller 12’, 83’ Pirrung 33’ Schwarz 35’ | Marcatori |  |

### Coppa di Germania
| Arbitro: | Rieb |

|                    |           |                           |
| Fischer 86’ (rig.) | Marcatori | 42’ Hammes 89’ Jendrossek |

## Statistiche

### Statistiche di squadra
| Competizione      | Punti | In casa | In casa | In casa | In casa | In casa | In casa | In trasferta | In trasferta | In trasferta | In trasferta | In trasferta | In trasferta | Totale | Totale | Totale | Totale | Totale | Totale | DR |
| Competizione      | Punti | G       | V       | N       | P       | Gf      | Gs      | G            | V            | N            | P            | Gf           | Gs           | G      | V      | N      | P      | Gf     | Gs     | DR |
| ----------------- | ----- | ------- | ------- | ------- | ------- | ------- | ------- | ------------ | ------------ | ------------ | ------------ | ------------ | ------------ | ------ | ------ | ------ | ------ | ------ | ------ | -- |
| Bundesliga        | 37    | 17      | 11      | 3       | 3       | 50      | 28      | 17           | 5            | 2            | 10           | 22           | 40           | 34     | 16     | 5      | 13     | 72     | 68     | +4 |
| Coppa di Germania | -     | 1       | 0       | 0       | 1       | 1       | 2       | 0            | 0            | 0            | 0            | 0            | 0            | 1      | 0      | 0      | 1      | 1      | 2      | -1 |
| Totale            | 37    | 18      | 11      | 3       | 4       | 51      | 30      | 17           | 5            | 2            | 10           | 22           | 40           | 35     | 16     | 5      | 14     | 73     | 70     | +3 |

### Andamento in campionato
| Giornata  | 1  | 2  | 3  | 4  | 5  | 6  | 7  | 8  | 9  | 10 | 11 | 12 | 13 | 14 | 15 | 16 | 17 | 18 | 19 | 20 | 21 | 22 | 23 | 24 | 25 | 26 | 27 | 28 | 29 | 30 | 31 | 32 | 33 | 34 |
| --------- | -- | -- | -- | -- | -- | -- | -- | -- | -- | -- | -- | -- | -- | -- | -- | -- | -- | -- | -- | -- | -- | -- | -- | -- | -- | -- | -- | -- | -- | -- | -- | -- | -- | -- |
| Luogo     | T  | C  | T  | C  | T  | C  | T  | C  | T  | C  | C  | T  | C  | T  | C  | T  | C  | C  | T  | C  | T  | C  | T  | C  | T  | C  | T  | T  | C  | T  | C  | T  | C  | T  |
| Risultato | P  | V  | P  | P  | P  | N  | N  | V  | P  | V  | V  | P  | V  | P  | N  | P  | N  | P  | V  | V  | V  | V  | P  | V  | V  | V  | N  | V  | V  | V  | V  | P  | P  | P  |
| Posizione | 18 | 11 | 14 | 16 | 17 | 17 | 18 | 17 | 18 | 14 | 13 | 14 | 14 | 15 | 14 | 15 | 15 | 15 | 14 | 12 | 10 | 9  | 11 | 11 | 9  | 7  | 7  | 6  | 6  | 5  | 5  | 6  | 6  | 7  |

Legenda:

Luogo: C = Casa; T = Trasferta. Risultato: V = Vittoria; N = Pareggio; P = Sconfitta.

### Statistiche dei giocatori
| Giocatore       | Bundesliga | Bundesliga | Bundesliga  | Bundesliga | Coppa di Germania | Coppa di Germania | Coppa di Germania | Coppa di Germania | Totale   | Totale | Totale      | Totale     |
| Giocatore       | Presenze   | Reti       | Ammonizioni | Espulsioni | Presenze          | Reti              | Ammonizioni       | Espulsioni        | Presenze | Reti   | Ammonizioni | Espulsioni |
| --------------- | ---------- | ---------- | ----------- | ---------- | ----------------- | ----------------- | ----------------- | ----------------- | -------- | ------ | ----------- | ---------- |
| R. Abramczik    | 14         | 3          | 0           | 0          | 1                 | 0                 | 0                 | 0                 | 15       | 3      | 0           | 0          |
| K. Beverungen   | 21         | 3          | 3           | 0          | 1                 | 0                 | 0                 | 0                 | 22       | 3      | 3           | 0          |
| P. Bone         | 0          | 0          | 0           | 0          | 0                 | 0                 | 0                 | 0                 | 0        | 0      | 0           | 0          |
| H. Bongartz     | 0          | 0          | 0           | 0          | 0                 | 0                 | 0                 | 0                 | 0        | 0      | 0           | 0          |
| H. Bruns        | 0          | 0          | 0           | 0          | 0                 | 0                 | 0                 | 0                 | 0        | 0      | 0           | 0          |
| R. Budde        | 8          | 2          | 0           | 0          | 1                 | 0                 | 0                 | 0                 | 9        | 2      | 0           | 0          |
| M. Dubski       | 4          | 0          | 0           | 0          | 0                 | 0                 | 0                 | 0                 | 4        | 0      | 0           | 0          |
| P. Ehmke        | 19         | 3          | 0           | 0          | 0                 | 0                 | 0                 | 0                 | 19       | 3      | 0           | 0          |
| P. Endrulat     | 0          | 0          | 0           | 0          | 0                 | 0                 | 0                 | 0                 | 0        | 0      | 0           | 0          |
| K. Fichtel      | 14         | 1          | 0           | 0          | 0                 | 0                 | 0                 | 0                 | 14       | 1      | 0           | 0          |
| K. Fischer      | 25         | 21         | 0           | 0          | 1                 | 1                 | 0                 | 0                 | 26       | 22     | 0           | 0          |
| P. Holz         | 25         | 2          | 2           | 0          | 1                 | 0                 | 0                 | 0                 | 26       | 2      | 2           | 0          |
| H. Huhse        | 33         | 0          | 2           | 0          | 1                 | 0                 | 0                 | 0                 | 34       | 0      | 2           | 0          |
| J. Klein        | 7          | 0          | 1           | 0          | 1                 | 0                 | 0                 | 0                 | 8        | 0      | 1           | 0          |
| F. Krauthausen  | 5          | 0          | 2           | 0          | 0                 | 0                 | 0                 | 0                 | 5        | 0      | 2           | 0          |
| E. Kremers      | 33         | 9          | 8           | 1          | 1                 | 0                 | 0                 | 0                 | 34       | 9      | 8           | 1          |
| H. Kremers      | 29         | 12         | 5           | 0          | 0                 | 0                 | 0                 | 0                 | 29       | 12     | 5           | 0          |
| S. Libuda       | 10         | 0          | 0           | 0          | 0                 | 0                 | 0                 | 0                 | 10       | 0      | 0           | 0          |
| H. Lütkebohmert | 14         | 0          | 0           | 0          | 0                 | 0                 | 0                 | 0                 | 14       | 0      | 0           | 0          |
| N. Nigbur       | 24         | 0          | 0           | 0          | 1                 | 0                 | 0                 | 0                 | 25       | 0      | 0           | 0          |
| H. Pabst        | 10         | 0          | 0           | 0          | 0                 | 0                 | 0                 | 0                 | 10       | 0      | 0           | 0          |
| F. Rausch       | 0          | 0          | 0           | 0          | 0                 | 0                 | 0                 | 0                 | 0        | 0      | 0           | 0          |
| R. Rüssmann     | 9          | 3          | 0           | 0          | 0                 | 0                 | 0                 | 0                 | 9        | 3      | 0           | 0          |
| K. Scheer       | 33         | 8          | 0           | 0          | 1                 | 0                 | 0                 | 0                 | 34       | 8      | 0           | 0          |
| P. Schellhase   | 0          | 0          | 0           | 0          | 0                 | 0                 | 0                 | 0                 | 0        | 0      | 0           | 0          |
| J. Sobieray     | 32         | 3          | 1           | 0          | 1                 | 0                 | 0                 | 0                 | 33       | 3      | 1           | 0          |
| B. Thiele       | 2          | 0          | 0           | 0          | 0                 | 0                 | 0                 | 0                 | 2        | 0      | 0           | 0          |
| U. van den Berg | 26         | 2          | 0           | 0          | 1                 | 0                 | 0                 | 0                 | 27       | 2      | 0           | 0          |